# 수 분간의 응원을
"수 분간의 응원을"(일본어: 数分間のエールを 스훈칸노에루오[*])은 2024년 공개된 일본의 애니메이션 영화다. 뮤직 비디오 제작에 열정을 쏟는 남자 고등학생과 음악의 길을 포기한 여성 교사의 만남이 주된 이야기로, 창작의 즐거움과 고통을 그린 오리지널 장편 애니메이션 영화다.

## 출연
- 하나에 나츠키 - 아사야 카나타 역
- 이세 마리야 - 오리에 유 역
- 우치다 유마 - 토노사키 다이스케 역
- 이즈미 후카 - 나카가와 에미 역